# About Alex
About Alex è un film del 2014 scritto e diretto da Jesse Zwick.

## Trama
Dopo il tentativo di suicidio di Alex, i suoi vecchi amici del college organizzano un lungo weekend per stargli vicino. Ma quelli che dovevano esseri dei giorni spensierati per stare tutti assieme, fanno riemergere gelosie e vecchi dissapori, che rischiano di compromettere i rapporti tra loro.

## Distribuzione
Il film è stato presentato in anteprima il 17 aprile 2014 al Tribeca Film Festival. L'8 agosto 2015 è stato distribuito in edizione limitata negli Stati Uniti e in Canada nelle sale cinematografiche e in video on demand.